# (6324) Kejonuma
(6324) Kejonuma  es un asteroide del cinturón principal perteneciente al cinturón de asteroides, región del sistema solar que se encuentra entre las órbitas de Marte y Júpiter.
Fue descubierto el 23 de febrero de 1991 por Shigeru Inoda y Takeshi Urata desde el Observatorio Karasuyama.

## Designación y nombre
Designado provisionalmente como 1991 DN1 fue nombrado por Kejo-numa, un pantano en la prefectura de Miyagi, es un gran lugar de invernada para las aves migratorias. Más de 2000 gansos campestres, que son una especie en peligro de extinción en Japón, invernan allí cada año. El pantano fue designado como humedal bajo el convenio de Ramsar en 2008. El nombre fue sugerido por T. Yusa.

## Características orbitales
(6324) Kejonuma está situado a una distancia media del Sol de 2,581 ua, pudiendo alejarse hasta 2,975 ua y acercarse hasta 2,187 ua. Su excentricidad es 0,153 y la inclinación orbital 2,304 grados. Emplea 1514,65 días en completar una órbita alrededor del Sol.

## Características físicas
La magnitud absoluta de (6324) Kejonuma es 13,55.